# Sojuz MS-14
Sojuz MS-14 (ryska: Союз МС-14) var en obemannad flygning i det ryska rymdprogrammet, till Internationella rymdstationen (ISS). Farkosten sköts upp med en Sojuz-2.1a-raket, från Kosmodromen i Bajkonur den 22 augusti 2019.
Målet med flygningen var att testa farkostens räddningsraket i kombination med en Sojuz-2.1a-raket.
Farkosten var även utrustad med ett nytt navigeringssystem, som i framtiden kommer att användas av en obemannad version av Sojuzfarkosten, kallad Sojuz-GVK.
Ombord fanns den ryska roboten Skybot F-850.
Farkosten dockade med rymdstationen den 27 augusti 2019.
Efter att ha lämnat rymdstationen den 6 september 2019 återinträdde den några timmar senare i jordens atmosfär och landade i Kazakstan.

## Dockningsförsök
Den 24 augusti 2019 avbröts ett försökt att docka med rymdstationens Pojsk-modul.